# Verapaz (Guatemala)
Verapaz —o  Vera Paz — (del latín, significa «la verdadera paz») fue una región de la Capitanía General de Guatemala.  Fue conocida como Tezulutlán por los mercaderes centromexicanos (originalmente Teozolintlán, del náhualt «teo» "divino", «zolin» "codorniz" y «tlan» "lugar", en español: «tierra de la codorniz divina»), llamado "Tierra de Guerra" por los españoles porque en esa región se refugiaron los pueblos indígenas que se resistieron a la conquista española a partir de la década de 1520; sin embargo, fue conquistada pacíficamente por frailes dominicos encabezados por fray Bartolomé de Las Casas, O.P. en la década de 1540, y por eso pasó a llamarse Verapaz (del latín: verdadera paz). El 4 de noviembre de 1825, tras la Independencia de Centroamérica fue convertida en departamento, y entonces incluía al distrito de Petén, el cual tenía fronteras difusas con Yucatán —entonces un estado independiente— y Belice por lo espeso de su selva.  Petén pasó a ser un distrito independiente en 1839.
Verapaz permaneció unida hasta que fue separada en dos departamentos por cuestiones administrativas; los nuevos departamentos fueron:
- Baja Verapaz, con su cabecera en Salamá
- Alta Verapaz, con su cabecera en Cobán

## Historia

### Postclásico Tardío-época de contacto
A finales del Postclásico Tardío, antes de la llegada de los frailes Dominicos, la zona bajo control del posterior pueblo de San Cristóbal Verapaz se denominaba Kaq-Koj (español: «Puma», literalmente «puma rojo»), debido a que así se llamaba su linaje gobernante. 

### Capitulaciones de Tezulutlán
Posteriormente estos poq'omes, los posteriores poq'omchíes que durante todo el postclásico tardío habitaron en Chamá (junto a los choltíes), fueron reducidos y se establecieron en el Barrio de Santa Ana, bajo la dirección de fray Francisco de Viana, O.P., el 14 de agosto de 1565, denominando al pueblo colonial como «San Cristóbal Kaq-Koj», posteriormente agregándole el sufijo «Verapaz».

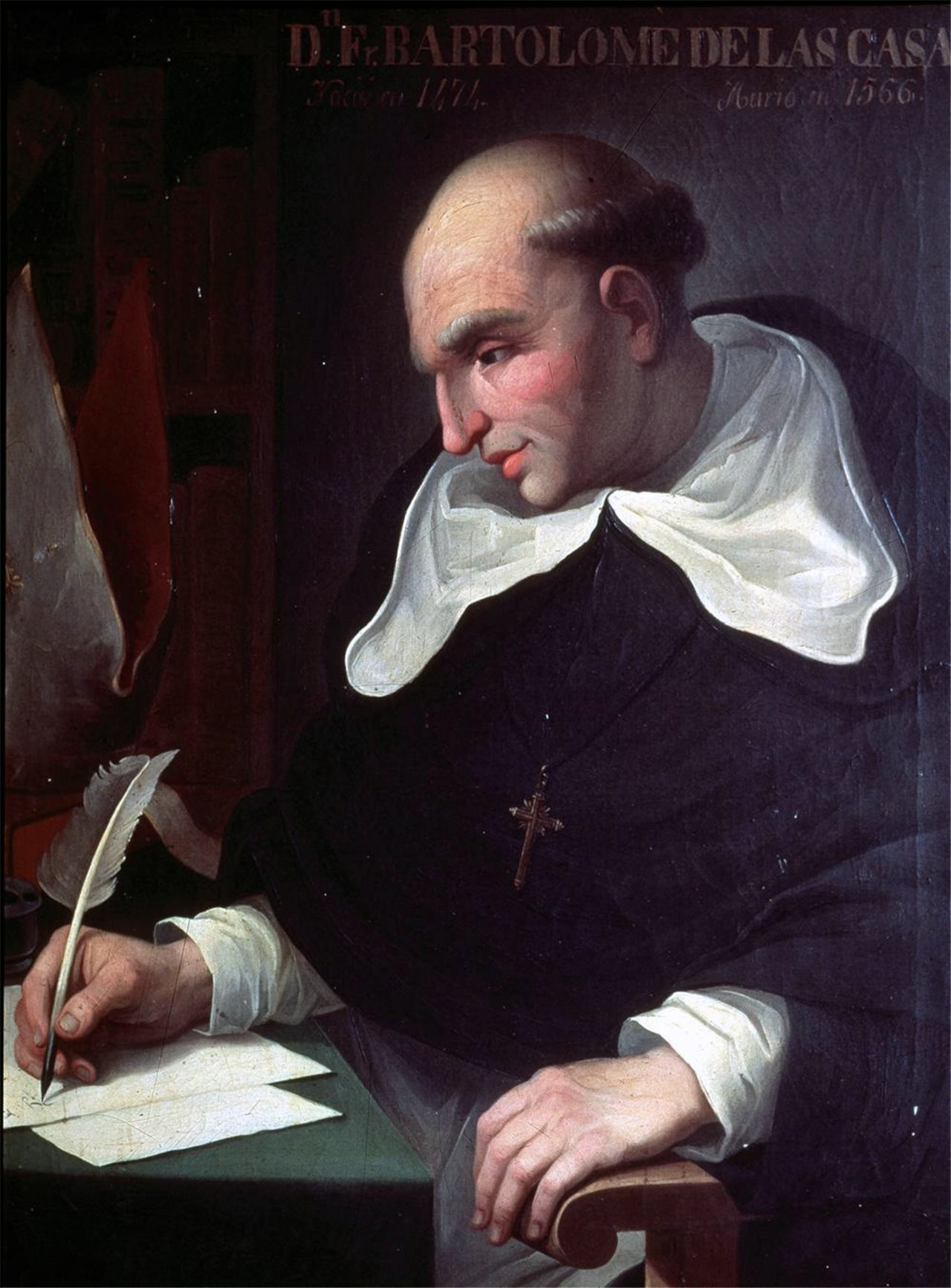
Fray Bartolomé de las Casas, O.P., quien junto a los frailes Rodrigo de Landa, Pedro de Angulo y Luis de Cáncer iniciaron la catequización de las Verapaces en 1542.

En noviembre de 1536, el fraile Bartolomé de las Casas, O.P. se instaló en Santiago de Guatemala. Meses después el obispo Juan Garcés, que era amigo suyo, le invitó a trasladarse a Tlascala. Posteriormente, volvió a trasladarse a Guatemala. El 2 de mayo de 1537 consiguió del gobernador licenciado Don Alfonso de Maldonado un compromiso escrito ratificado el 6 de julio de 1539 por el Virrey de México Don Antonio de Mendoza, que los nativos de Tezulutlán, cuando fueran conquistados, no serían dados en encomienda sino que serían vasallos de la Corona. Las Casas, junto con otros frailes como Pedro de Angulo y Rodrigo de Ladrada, buscó a cuatro indios cristianos y les enseñó cánticos cristianos donde se explicaban cuestiones básicas del Evangelio. Posteriormente encabezó una comitiva que trajo pequeños regalos a los indios (tijeras, cascabeles, peines, espejos, collares de cuentas de vidrio...) e impresionó al cacique, que decidió convertirse al cristianismo y ser predicador de sus vasallos. El cacique se bautizó con el nombre de Juan. Los nativos consintieron la construcción de una iglesia pero otro cacique llamado Cobán quemó la iglesia. Juan, con 60 hombres, acompañado de Las Casas y Pedro de Angulo, fueron a hablar con los indios de Cobán y les convencieron de sus buenas intenciones.
Las Casas, fray Luis de Cáncer, fray Rodrigo de Ladrada y fray Pedro de Angulo, O.P. tomaron parte en el proyecto de reducción y pacificación, pero fue Luis de Cáncer quien fue recibido por el cacique de Sacapulas logrando realizar los primeros bautizos de los habitantes. El cacique «Don Juan» tomó la iniciativa de casar a una de sus hijas con un principal del pueblo de Cobán bajo la religión católica.
Las Casas y Angulo fundaron el pueblo de Rabinal, y Cobán fue la cabecera de la doctrina católica. Tras dos años de esfuerzo el sistema de reducción comenzó a tener un éxito relativo, pues los indígenas se trasladaron a terrenos más accesibles y se fundaron localidades al modo español. El nombre de «Tierra de Guerra» fue sustituido por el de «Vera Paz» (verdadera paz), denominación que se hizo oficial en 1547.

### Doctrina de los dominicos

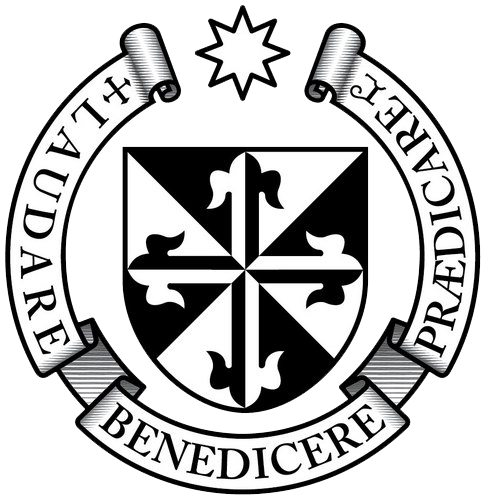
Escudo de la Orden de Predicadores.

La corona española se enfocó en la catequización de los indígenas; las congregaciones fundadas por los misioneros reales en el Nuevo Mundo fueron llamadas «doctrinas de indios» o simplemente «doctrinas». Originalmente, los frailes tenían únicamente una misión temporal: enseñarle la fe católica a los indígenas, para luego dar paso a parroquias seculares como las establecidas en España; con este fin, los frailes debían haber enseñado los evangelios y el idioma español a los nativos. Ya cuando los indígenas estuvieran catequizados y hablaran español, podrían empezar a vivir en parroquias y a contribuir con el diezmo, como hacían los peninsulares.
Pero este plan nunca se llevó a cabo, principalmente porque la corona perdió el control de las órdenes regulares tan pronto como los miembros de éstas se embarcaron para América. Por otra parte, protegidos por sus privilegios apostólicos para ayudar a la conversión de los indígenas, los misionares solamente atendieron a la autoridad de sus priores y provinciales, y no a la de las autoridades españolas ni a las de los obispos. Los provinciales de las órdenes, a su vez, únicamente rendían cuentas a los líderes de su orden y no a la corona; una vez habían establecido una doctrina, protegían sus intereses en ella, incluso en contra de los intereses del rey y de esta forma las doctrinas pasaron a ser pueblos de indios que se quedaron establecidos para todo el resto de la colonia.
Las doctrinas fueron fundadas a discreción de los frailes, ya que tenían libertad completa para establecer comunidades para catequizar a los indígenas, con la esperanza de que estas pasaran con el tiempo a la jurisdicción de una parroquia secular a la que se le pagaría el diezmo; en realidad, lo que ocurrió fue que las doctrinas crecieron sin control y nunca pasaron al control de parroquias; se formaron alrededor de una cabecera en donde tenían su monasterio permanente los frailes y de dicha cabecera salían a catequizar o visitar las aldeas y caseríos que pertenecían a la doctrina, y que se conocían como anexos, visitas o pueblos de visita.
La administración colectiva por parte del grupo de frailes eran la característica más importante de las doctrinas ya que garantizaba la continuación del sistema de la comunidad en caso falleciese uno de los dirigentes.
En 1638, los dominicos separaron a sus grandes doctrinas —que les representaban considerables ingresos económicos— en grupos centrados en sus seis conventos: Los conventos estaban en: la ciudad de Santiago de los Caballeros de Guatemala, Amatitlán, Verapaz, Sonsonate, San Salvador y Sacapulas. Específicamente en la Verapaz, la doctrina abarcaba los poblados de Cahabón, Cobán, Chamelco, San Cristóbal y Tactic.

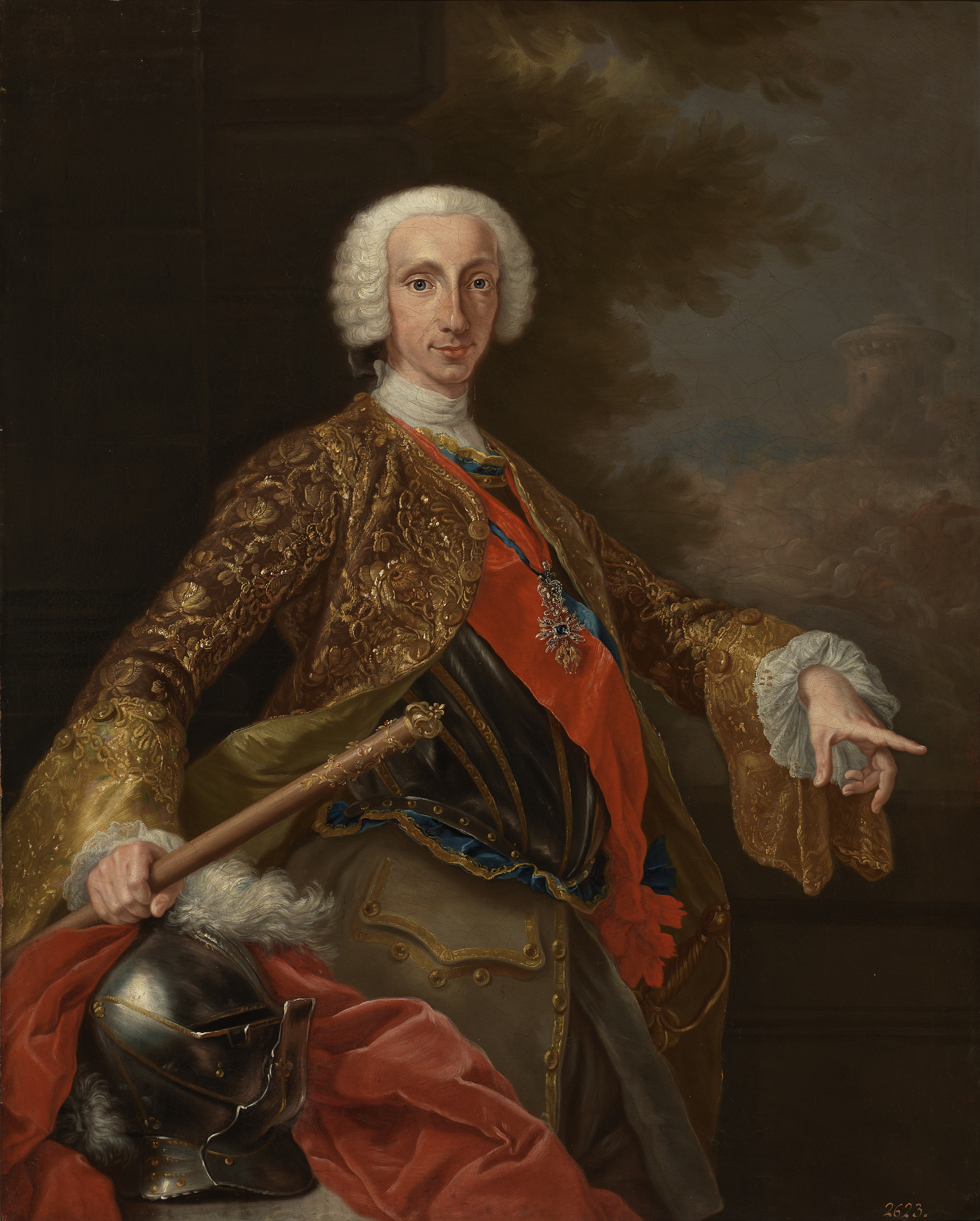
Rey Carlos III de España, promotor de las reformas borbónicas.

En 1754, en virtud de una Real Cédula parte de las Reformas Borbónicas, todos los curatos de las órdenes regulares fueron traspasados al clero secular.
En 1765 se publicaron las reformas borbónicas de la Corona española, que pretendían recuperar el poder real sobre las colonias y aumentar la recaudación fiscal. Con estas reformas se crearon los estancos para controlar la producción de las bebidas embriagantes, el tabaco, la pólvora, los naipes y el patio de gallos. La real hacienda subastaba el estanco anualmente y un particular lo compraba, convirtiéndose así en el dueño del monopolio de cierto producto. Ese mismo año se crearon cuatro subdelegaciones de la Real Hacienda en San Salvador, Ciudad Real, Comayagua y León y la estructura político administrativa de la Capitanía General de Guatemala cambió a quince provincias:
Además de esta redistribución administrativa, la corona española estableció una política tendiente a disminuir el poder de la Iglesia católica, el cual hasta ese momento era prácticamente absoluto sobre los vasallos españoles. Esta política de disminución de poder de la iglesia se basaba en la Ilustración

### Tras la independencia de Centroamérica

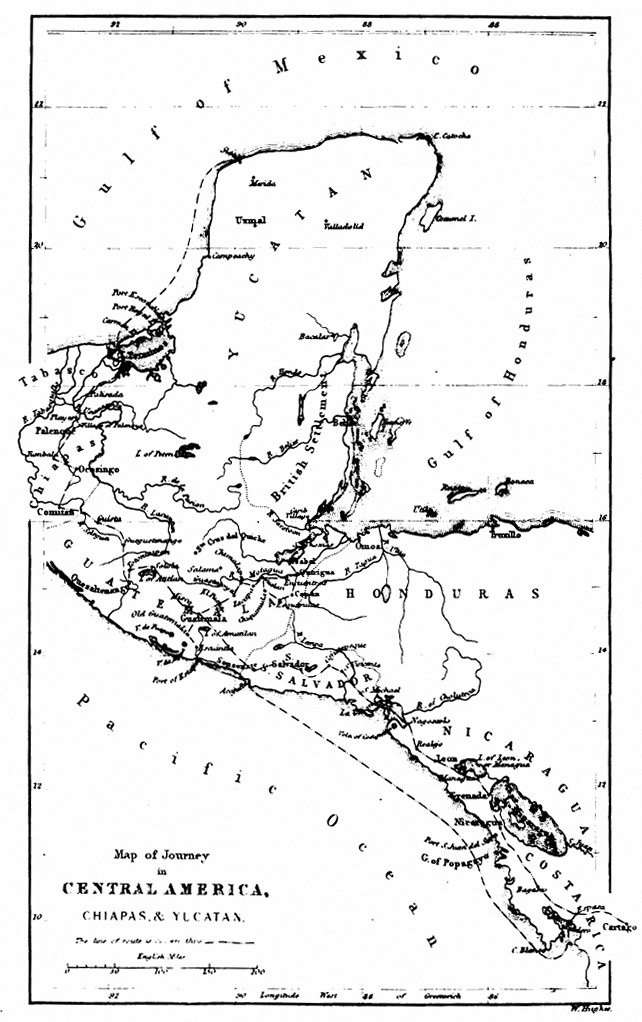
Mapa de Guatemala en 1839, elaborado por el arquitecto británico Frederick Catherwood, quien visitó Guatemala en compañía del explorador estadounidense John Lloyd Stephens en comisión del presidente de los Estados Unidos, Martin Van Buren.

El Estado de Guatemala fue definido de la siguiente forma por la Asamblea Constituyente de dicho estado que emitió la constitución del mismo el 11 de octubre de 1825: «el estado conservará la denominación de Estado de Guatemala y lo forman los pueblos de Guatemala, reunidos en un solo cuerpo.  El estado de Guatemala es soberano, independiente y libre en su gobierno y administración interior.»
Verapaz fue uno de los departamentos originales del Estado de Guatemala en 1825 y su cabecera era Cobán; este departamento tenía a los municipios de Cobán, Cahabón, Tactic, Salamá y Rabinal, además del distrito de Petén.}
La constitución del Estado de Guatemala promulgada el 11 de octubre de 1825 también estableció los circuitos para la administración de justicia en el territorio del Estado; Verapaz era el Distrito N.º 5 y estaba distribuido de la siguiente forma:
| N.º | Circuito | Poblados |
| --- | -------- | --- |
| 1   | Cajavon  | Cajavon y Lanquín |
| 2   | Cobán    | Cobán, Carchá, Chamelco, Santa Cruz, San Cristóbal, San Joaquín, Santa Ana, Tamajú, Tucurú, Chamiquín y Purulá |
| 3   | Salamá   | Salamá, San Jerónimo, Rincón Grande, Llano Grande, Las Cañas y todas las haciendas y labores que había desde el río Grande, «una línea que se suponía tirada al sur desde San Jerónimo hasta el mismo río Grande y el camino que va desde Guatemala hasta Salamá», Pansuj y San Nicolás |

### Separación del distrito de Petén
El 12 de septiembre de 1839, luego de la separación del Estado de Los Altos, el Estado de Guatemala se reorganizó en siete departamentos y dos distritos independientes: 
- Departamentos: Chimaltenango, Chiquimula, Escuintla, Guatemala, Mita, Sacatepéquez, y Verapaz
- Distritos: Izabal y Petén[20]

Aparte de los distritos independientes, hubo también distritos adscritos a los departamentos, como fue el caso de Amatitlán.  La diferencia entre los departamentos y los distritos independientes era que los departamentos fueron instituidos en donde había curatos y poblados definidos, mientras que los distritos lo fueron en las regiones más alejadas e inhóspitas del estado.  Los poblados fueron definidos utilizando el listado que generó el gobierno del Dr. Mariano Galvez en 1836 para implementar los fracasados juicios de jurados, y cada departamento estaba dividido en distritos menores para su mejor gobierno.

### Área y población durante el gobierno de Justo Rufino Barrios
En la siguiente tabla, tomada de la Guía Appleton para México y Guatemala de 1884, se muestra el área, cabecera y la población estimada de Verapaz durante el gobierno de Justo Rufino Barrios, comparada con el departamento de Guatemala y con el resto de país:
| Departamento    | Área (millas²) | Población | Cabecera  | Población |
| --------------- | -------------- | --------- | --------- | --------- |
| Verapaz         | 11 200         | 100 000   | Salamá    | 8 000     |
| Guatemala       | 700            | 100 000   | Guatemala | 50 000    |
| Total República | 50 600         | 1 198 500 |           |           |